# Krijt (grafisch materiaal)

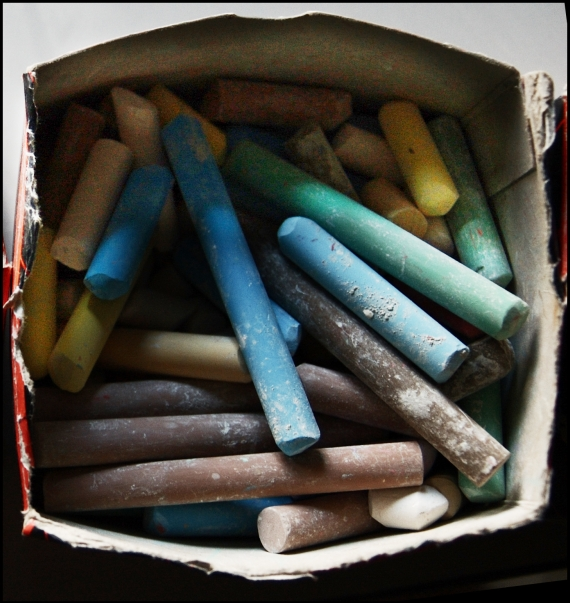
Verschillende krijtjes

Krijt is een vast materiaal dat voornamelijk uit calciumcarbonaat (CaCO3) bestaat.
Krijt kan worden gebrand waardoor het wordt omgezet in ongebluste kalk (CaO); na afblussen met water ontstaat gebluste kalk (calciumhydroxide, Ca(OH)2). Dit wordt onder meer gebruikt om er witkalk van te maken. Witkalk heeft maar een geringe dekkracht. Krijt zelf vormt verder een belangrijk deel van zachte polijstpoeders. Stopverf is een mengsel van lijnolie en krijtpoeder.
Voor veel mensen is krijt slechts een stift, waarmee men schrijven kan op schoolborden. Helemaal juist is dat niet meer. Krijt is inderdaad zo zacht, dat het voor schrijfdoeleinden gebruikt kan worden en ook jarenlang gebruikt is. Schoolbordkrijt is tegenwoordig van een andere samenstelling, namelijk calciumsulfaat (gips) met wat toeslagstoffen omdat veel leerkrachten stofvrij krijt willen.
Ook kunstenaars kunnen krijt gebruiken in hun kunst (tekeningen, schilderijen, etcetera); het is vaak een bestanddeel van pastelkrijt. Kunstschilders gebruiken krijt als schetsmateriaal of als voorbereiding voor een schilderij:
Siberisch krijt wordt in verschillende hardheden gemaakt door houtskoolpoeder te vermalen, het te vermengen met klei en water waardoor een pasta ontstaat. Hiervan worden staafjes geperst.
Bruin, rood (sanguine), zwart, wit, grijs krijt wordt van aardepigmenten gemaakt. Het is bekend van tekeningen van oude meesters. Het wordt tegenwoordig gebruikt in de vorm van potloden of staafjes.
Lithografische steen is vaak van krijt.
In de bouw gebruikt men vaak gele krijtstiften om af te tekenen.